# Liste von Söhnen und Töchtern der Stadt Buda
Die folgende Liste enthält Personen, die in der ungarischen Stadt Buda (deutsch historisch auch Ofen genannt) geboren wurden. Buda wurde am 17. November 1873 zusammen mit den Städten Pest und Óbuda zu Budapest vereinigt. 
Zu den ab dem 17. November 1873 (nun in der Stadt Budapest) geborenen Persönlichkeiten siehe die Liste von Söhnen und Töchtern der Stadt Budapest.
Diese Liste erhebt keinen Anspruch auf Vollständigkeit.

## In Buda geborene Persönlichkeiten

### Bis zum 18. Jahrhundert
- Hedwig von Anjou (1373–1399), Königin von Polen 1384–1399
- Anna von Böhmen und Ungarn (1503–1547), Ehefrau von Ferdinand I., dem späteren Kaiser des Heiligen Römischen Reiches
- Ludwig II. (1506–1526), König von Böhmen und Ungarn
- Veit Winsheim der Jüngere (1521–1608), Rechtswissenschaftler
- Andreas Dudith (1533–1589), Humanist, kaiserlicher Diplomat und reformierter Protestant
- Johann II. (1540–1571), König von Ungarn 1540–1551 und 1556–1570
- Albert Gyulay (1766–1835), k.k. Offizier und Feldmarschallleutnant

### 19. Jahrhundert

#### 1801 bis 1830
- Ferenc Toldy (1805–1875), ungarischer Literaturhistoriker
- Ignaz Mayer (1810–1876), Handelskammerpräsident und Gründer der Linzer Schiffswerft
- Anton von Babarczy (1813–1881), Jurist und Politiker
- József Eötvös (1813–1871), ungarischer Schriftsteller und Staatsmann
- August Sicard von Sicardsburg (1813–1868), österreichischer Architekt
- László Szalay (1813–1864), Reformpolitiker, Publizist und Historiker
- Moritz Deutsch (1815–1882), österreichischer Maler
- Károly Seyler (1815–1882), österreichischer Komponist und Chorleiter
- Tivadar Pauler (1816–1886), Jurist und Minister
- Hermine Amelie Marie von Österreich (1817–1842), Adlige und Äbtissin
- Stephan von Österreich (1817–1867), Sohn des Erzherzogs Joseph (1776–1847)
- Alexander Victor Zechmeister (1817–1877), Theaterschauspieler und Bühnenschriftsteller
- József von Lenhossék (1818–1888), Anatom, Neurologe und Hochschullehrer
- Ignaz Semmelweis (1818–1865), Arzt
- Ferdinand Piatnik (1819–1885), Kartenmaler und Unternehmer
- Antal Szécsen (1819–1896), ungarisch-österreichischer Diplomat und Politiker
- Ludwig Anker (1822–1887), österreichisch-ungarischer Entomologe und Insektenhändler
- Pál Sennyey (1824–1888), Politiker, Präsident des Magnatenhauses und Landesrichter
- August Silberstein (1827–1900), österreichischer Schriftsteller und Revolutionär
- Maximilian Steiner (1830–1880), Schauspieler und Theaterdirektor

#### 1831 bis 1840
- Béla Egger (1831–1910), Industrieller in der Elektrotechnik
- Elisabeth Franziska Maria von Österreich (1831–1903), Habsburgerin; Mutter zweier Königinnen
- Karl Stoerk (1832–1899), österreichischer Laryngologe
- Károly Hieronymi (1836–1911), Politiker, Ingenieur und Minister
- Sándor Országh (1836–1902), Stadtplaner und Politiker
- József Sándor Krenner (1839–1920), Mineraloge
- Károly Hornig (1840–1917), Bischof von Veszprém

#### 1841 bis 1850
- Leó Frankel (1844–1896), marxistischer Politiker
- Marie von Najmájer (1844–1904), Schriftstellerin
- Ödön Lechner (1845–1914), Architekt
- Alajos Hauszmann (1847–1926), Architekt
- Loránd Eötvös (1848–1919), Physiker und Geophysiker
- Ladislaus Weinek (1848–1913), Astronom
- Ignác Darányi (1849–1927), Agrarpolitiker und Minister

#### 1851 bis 1860
- Edmund Hauler (1859–1941), Klassischer Philologe
- Gabriele Possanner (1860–1940), österreichische Ärztin
- Hugo Ranzenberg (1852–1896), Schauspieler und Regisseur

#### 1861 bis 1870
- Károly Schilberszky (1863–1935), Botaniker, Pflanzenpathologe und Hochschullehrer
- Josef Jarno (1866–1932), österreichischer Schauspieler und Theaterdirektor
- Viktor Tardos-Krenner (1866–1927), Maler, dramatischer Schriftsteller und Hochschullehrer
- Erich Klusemann (1867–1925), Politiker und Landtagsabgeordneter
- Alois Strasser (1867–1945), Internist
- Marie Valerie von Österreich (1868–1924), Erzherzogin; Tochter von Sissi
- Franz Perko (1868–1919), Arzt und Politiker

#### 1871 bis 1873
- Miklós Ligeti (1871–1944), Bildhauer
- Béla Török (1871–1925), HNO-Arzt